# Muczny
Muczny – potok, lewy dopływ Sanu o długości 8,96 km.
Potok płynie w Bieszczadach Zachodnich. Jego źródło znajduje się na zachód od przełęczy pomiędzy Jeleniowatym a Grandysową Czubą będącą kulminacją grzbietu opadającego z Bukowego Berda, na wysokości ok. 760 m n.p.m. Płynie na zachód, miejscami na północny zachód, przez miejscowość Muczne. Następnie zatacza łuk w prawo, opływając od zachodu masyw Jeleniowatego i obierając ostatecznie kierunek wschodni, w pobliżu wzniesienia Kiczera Dydiowska uchodzi do Sanu (ok. 620 m n.p.m.). Dolina Mucznego na całej długości przebiega pomiędzy Jeleniowatym a bocznymi grzbietami odchodzącymi z Bukowego Berda.
Wzdłuż większej części potoku biegnie droga asfaltowa Stuposiany – Muczne – Tarnawa Niżna.